# Drosera lasiantha
Drosera lasiantha este o specie de plante carnivore din genul Drosera, familia Droseraceae, ordinul Caryophyllales, descrisă de Allen Lowrie și Sherwin Carlquist.
Este endemică în:
- Ashmore-Cartier Is..
- Western Australia.

Conform Catalogue of Life specia Drosera lasiantha nu are subspecii cunoscute.

## Galerie

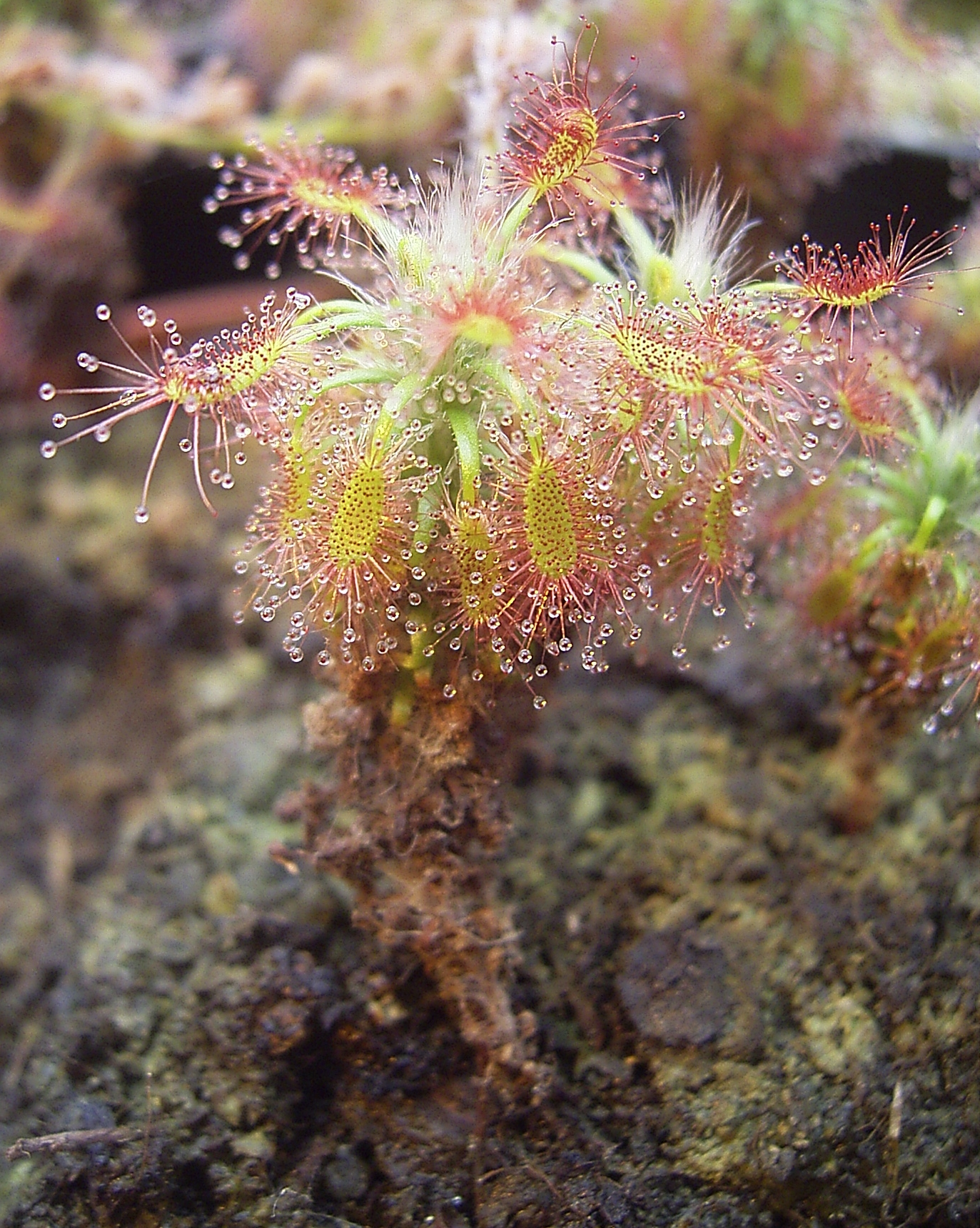
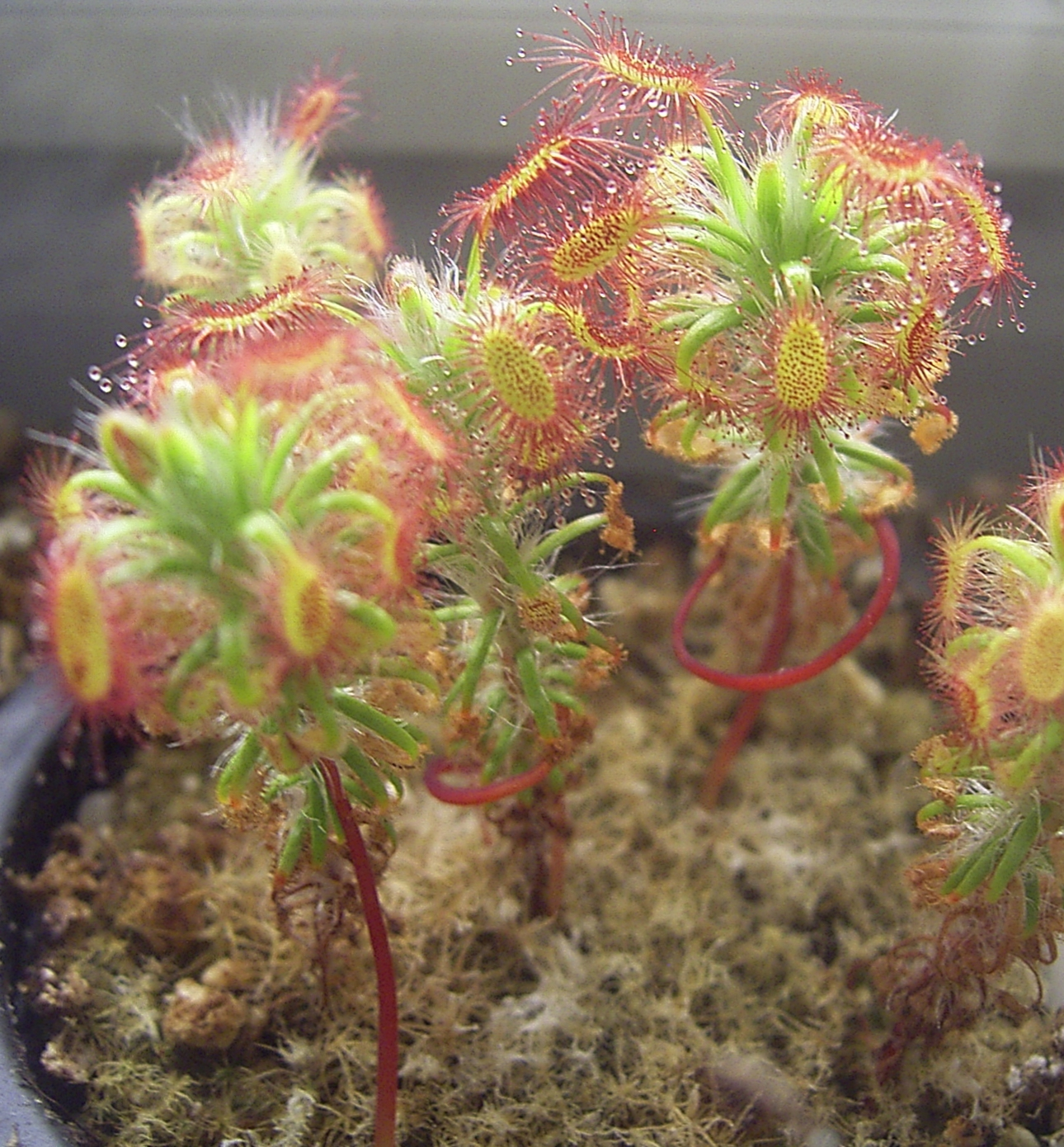
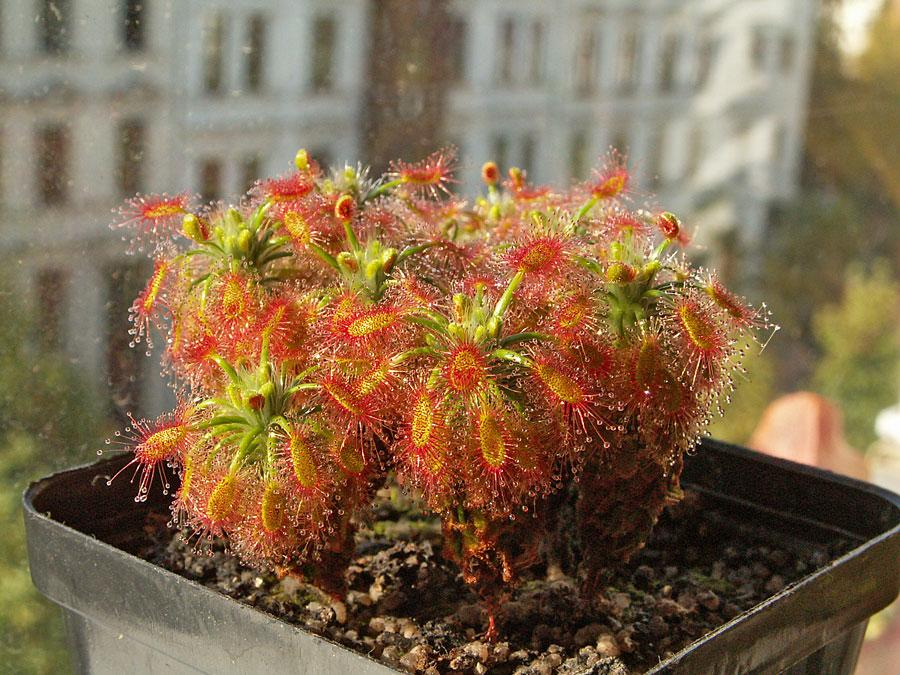
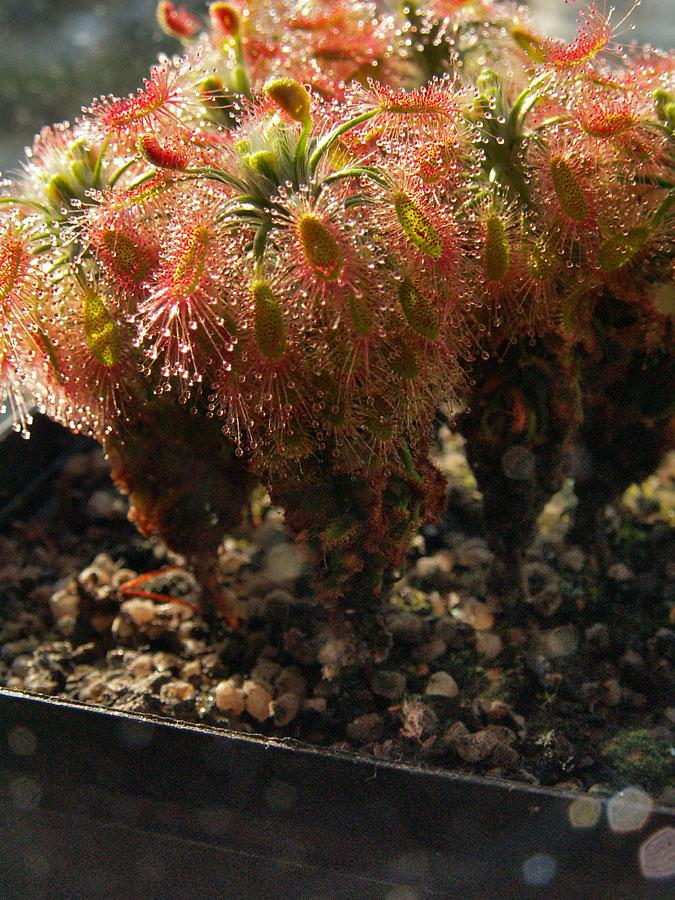
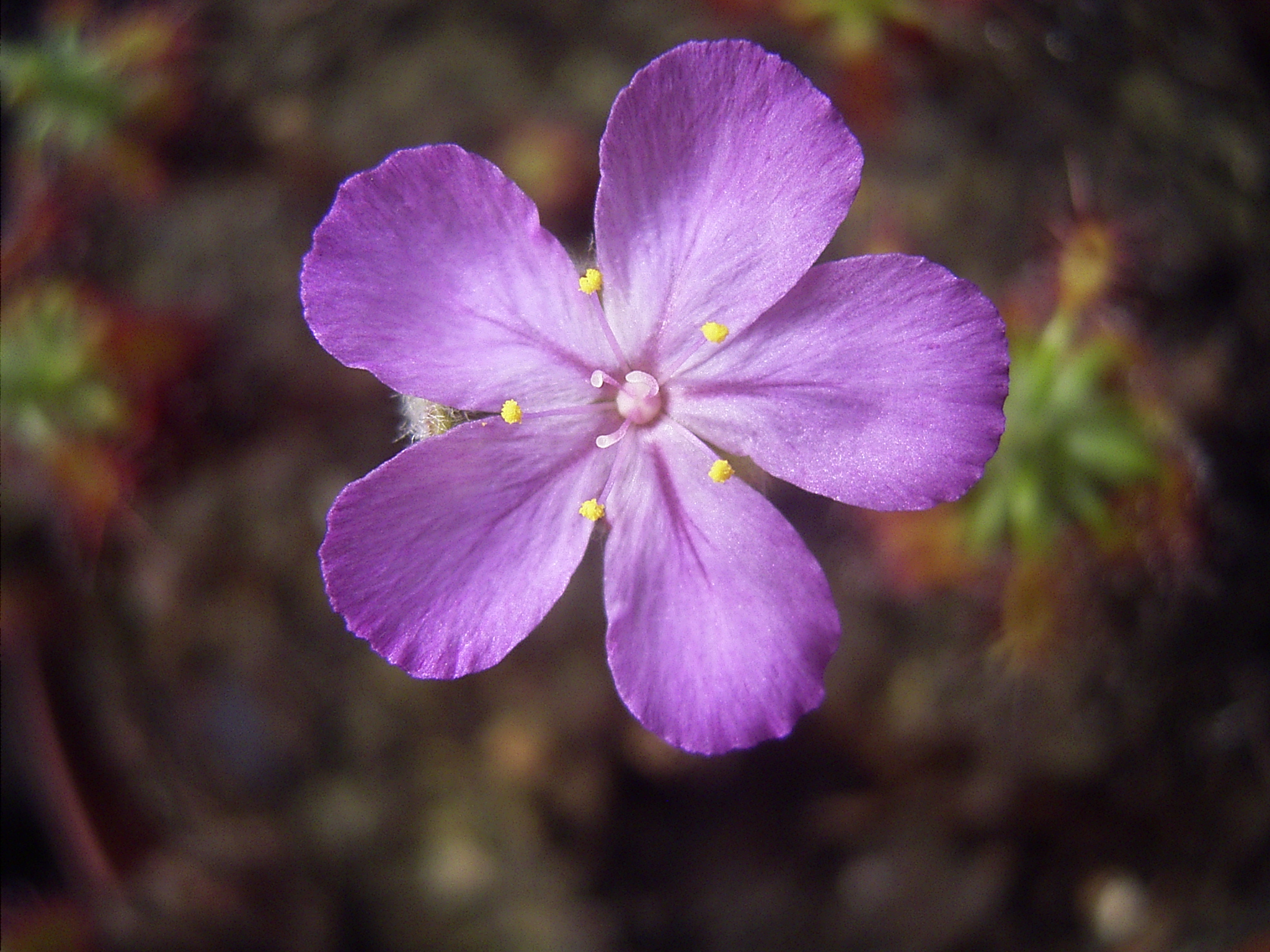
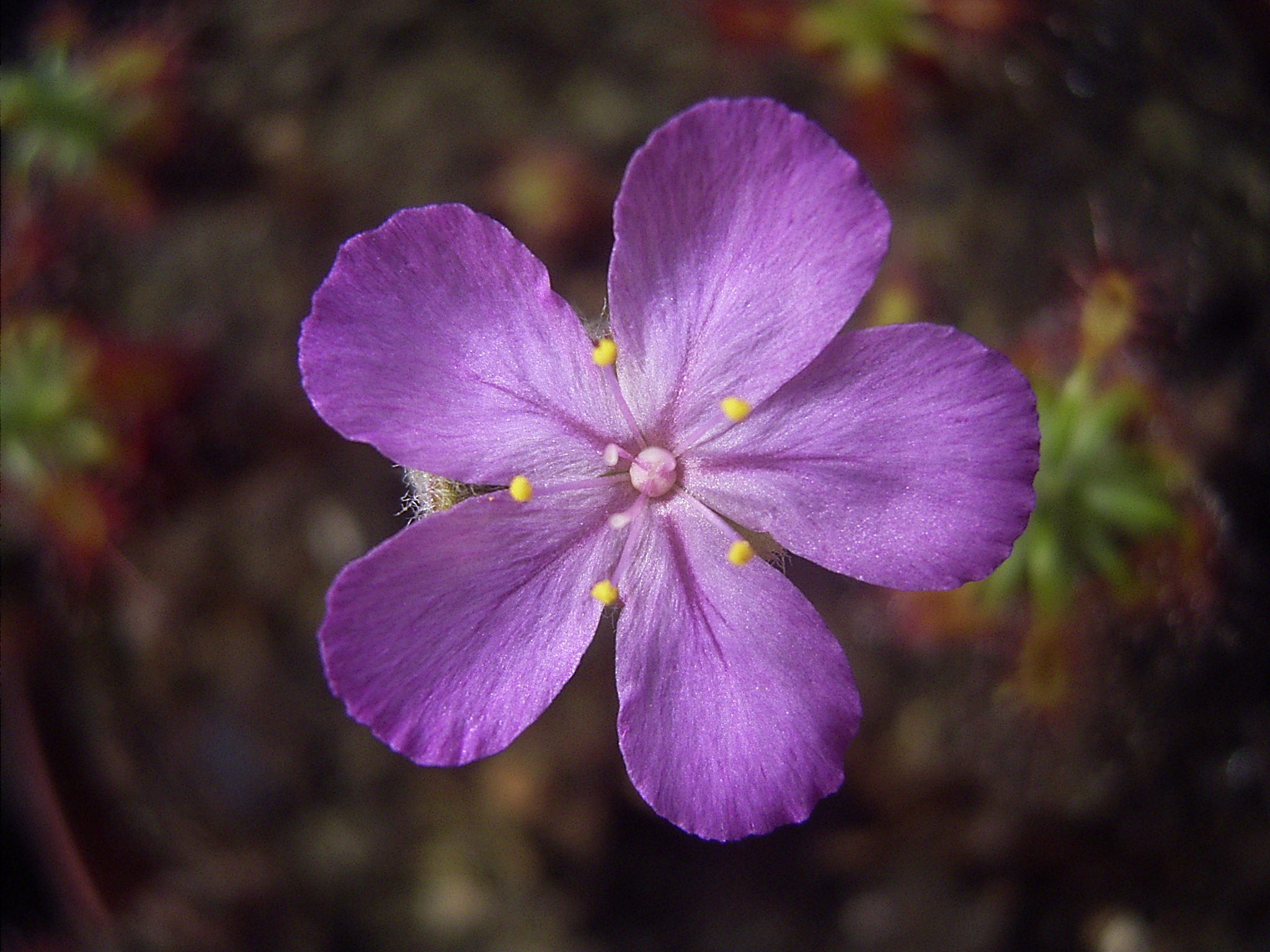